# Lev Vladimirovič Kulešov
Lev Vladimirovič Kulešov (in russo Лев Владимирович Кулешов?; Tambov, 13 gennaio 1899 – Mosca, 29 marzo 1970) è stato un regista sovietico.
Viene considerato come uno dei pionieri della scuola sovietica del montaggio.

## Biografia
Kulešov inizia la sua carriera nel mondo del cinema nel 1916 nei film di Aleksandr Alekseevič Chanžonkov, facendo inoltre da scenografo ed assistente nei film di Evgenij Francevič Bauėr. Dal 1917 si cimenta nella regia, girando alcuni cinegiornali durante gli anni della guerra civile russa. A partire dal 1920 Kulešov dirige il prestigioso istituto VGIK di Mosca — all'epoca appena fondato dal regista russo del periodo pre-rivoluzionario Vladimir Rostislavovič Gardin — dove crea un laboratorio che sperimenta il montaggio cinematografico con modalità quasi scientifiche, e dove ha modo di esporre e dimostrare le sue teorie in questo campo. Tra i suoi allievi vi sarà per un breve periodo anche il futuro regista Sergej Ėjzenštejn.

### L'effetto Kulešov
Nel 1918 Kulešov, con l'intenzione di dimostrare le sue idee riguardo all'importanza del montaggio nel film, effettuò un esperimento: da un vecchio film dell'epoca zarista scelse un grosso piano sul viso abbastanza inespressivo dell'attore principale, che replicò in tre esemplari. Affiancò allora a ciascuno di essi un altro piano.
Nel primo caso, si ha il piano di un tavolo sul quale è posta una scodella di zuppa: gli spettatori, interrogati, affermano che negli occhi del personaggio si evidenzia che ha fame. Nel secondo caso, si affianca al grosso piano del viso il piano di un cadavere disteso: gli spettatori affermano negli occhi dell'attore si scorge una grande tristezza. Nel terzo caso, si affianca al piano del viso quello di una bambina che gioca: gli spettatori affermano infine che nello sguardo dell'attore si denota allegria. Peraltro, tutti gli spettatori sono d'accordo nel riconoscere il talento incontestabile dell'attore.
Con questa esperienza, Kulešov dimostrò che un piano isolato non ha nessun senso, ma lo prende invece da ciò che lo segue o lo precede. Lo spettatore prova, infatti, sempre a stabilire un legame logico tra due inquadrature che si succedono e che non hanno necessariamente un legame diretto. Lo spettatore non può trattenersi dal creare dei legami, ed è possibile conseguentemente rovesciare il senso, guidando lo spettatore nello stabilire i legami. Il cineasta può mirare al raggiungimento di certi effetti mediante il montaggio, influenzando così la riflessione dello spettatore: questo viene anche definito come ‘effetto Kulešov’.

## Filmografia parziale

### Regista
- Il progetto dell'ingegner Prajt (1918)
- Sul fronte rosso (1920)
- Le straordinarie avventure di Mr. West nel paese dei bolscevichi (1924)
- Il raggio della morte (1925)
- Secondo la legge (1926)
- Una persona di vostra conoscenza (1927)
- L'allegro canarino (1929)
- Due-Buldi-due (1929)
- Quaranta cuori (1931)
- Gorizont (1932)
- Il grande consolatore (1933)
- Dochunda (1936)
- I siberiani (1940)
- Incidente sul Vulcano (1941)
- L'insegnante di Kartacev (1942)
- Il giuramento di Timur (1942)
- Siamo degli Urali (Мы с Урала, 1943)

### Scenografia
- Campane a martello (Nabat), regia di Yevgeni Bauer (1917)
- La vedova (Vdova), regia di Theodore Komisarževskij (1918)